# Mount Benson (Antarktika)
Mount Benson ist ein 2270 m hoher Berg im westantarktischen Ellsworthland. Er ragt an der Nordostflanke des Thomas-Gletschers 6,5 km östlich des Mount Osborne in den Doyran Heights im südöstlichen Teil der Sentinel Range des Ellsworthgebirges auf.
Der United States Geological Survey kartierte ihn anhand eigener Vermessungen und Luftaufnahmen der United States Navy zwischen 1957 und 1959. Das Advisory Committee on Antarctic Names benannte ihn 1961 nach Robert F. Benson, Seismologe auf der Amundsen-Scott-Südpolstation im Internationalen Geophysikalischen Jahr (1957–1958).